# 布萊恩鎮區 (堪薩斯州渥太華縣)
布萊恩鎮區（英語：Blaine Township）為美國堪薩斯州渥太華縣轄下的鎮區。2010年美国人口普查中此鎮區人口有115人。

## 地理
布萊恩鎮區涵蓋總面積為93.8平方（36.21平方英里），其中陸地面積為93.8平方（36.20平方英里），水域面積為0.026平方（0.01平方英里）或0.03%。

## 人口統計
根據2010年美國人口普查，布萊恩鎮區人口有115人，其中男性有56人，女性有59人，人口密度為每平方公里1.23人，住房計52戶。鎮區內的白人有114人，非裔美國人有0人，美洲原住民有1人，亞裔美國人有0人，太平洋島裔美國人有0人，其他種族有0人，混血種族則有0人。此外鎮區內有0人為西班牙裔或拉丁裔美國人。此鎮區之年齡中位數為49.9歲，而男性年齡中位數為51.3歲，女性年齡中位數為48.5歲。

## 交通

### 主要公路
- 81號美國國道